# CPAN
CPAN（Comprehensive Perl Archive Network）中譯為“Perl綜合典藏網”，“Perl综合档案网”或者“Perl程序库”。它包含了極多用Perl寫成的軟體和其文件。
CPAN亦是一支Perl程式的名字，其作用是讓使用者容易從CPAN下載、安裝、更新及管理其他在CPAN上的Perl程式。

## CPAN網站的主要內容
- Perl的原碼及適用於不同作業系統的版本。
- Perl的各種模組。
- 各式各樣有關Perl的檔案。
- 各種實用的Perl Scripts。
- comp.lang.perl.（misc, announce）這兩個新聞群組的文章。
- 其他